# Glen Culler
Glen Culler (* 7. Juli 1927 in Savonburg; † 3. Mai 2003) war ein US-amerikanischer Mathematiker und Computerentwickler.

## Leben
Culler arbeitete Anfang der 1950er Jahre als Programmierer am Lawrence Berkeley National Laboratory, bevor er sein Studium ab 1954 fortsetzte. Er wurde 1959 an der University of California, Los Angeles (UCLA) bei Magnus Hestenes in Mathematik promoviert (Polar decomposition and boundary value problems for matrix differential equations). An der UCLA kam er auch schon mit frühen Versuchen in Kontakt (Prof. Burton Fried), symbolische Mathematikprogramme zu entwickeln. 1959 wechselte er an die University of California, Santa Barbara (UCSB), wo er die Arbeit fortsetzte in der Entwicklung einer der ersten interaktiven graphischen Computersysteme für mathematische Programmierung fortsetzte, das Culler-Fried Online System. Das Programm zur symbolischen Mathematik nannten sie MOLSF (Mathematically Oriented Language, Single Precision, Floating Point), ein Textverarbeitungssystem COL. Es gab auch eine graphische Darstellung mit Speicheroszilloskopen von Tektronix. Die Entwicklung des Systems erfolgte mit Burton Fried, als Culler von der UCSB freigestellt als Assistant Director des Computerlabors bei Ramo-Woodridge (später TRW Inc.) war. Das System wurde an der UCSB für den Unterricht in Mathematik benutzt und bei der Einführung 1962 wurden Physiker wie Richard Feynman und John Robert Schrieffer eingeladen, das System zu erproben.
Ihr System an der UCSB war einer der vier Knoten des ARPANET, des Vorläufers des Internet. 1969 tauschten der Knoten der UCSB und der UCLA ein erstes Datenpaket aus.
Culler wurde Professor an der UCSB und Leiter von deren Rechenzentrum. 1969 gründete er eine eigene Firma Culler-Harrison (später CHI und dann Culler Scientific). Die Firma entwickelte Hardware für Digitale Signalverarbeitung und war ein Pionier in der später so genannten Very Long Instruction Word (VLIW) Architektur. Eines der von Culler Anfang der 1970er Jahre entwickelten Systeme wurde vom Supercomputer Hersteller Floating-Point Systems benutzt (FPS AP120B von 1976). Culler Scientific entwickelte die VLIW Architektur weiter für fortgeschrittene Digitale Signalprozessoren für Motorola.
2000 erhielt er den Seymour Cray Computer Engineering Award und die National Medal of Technology des US-Präsidenten.
Sein Sohn Marc Culler ist ebenfalls Mathematiker und sein Sohn David Culler Informatikprofessor in Berkeley.